# Mussende
Mussende é uma cidade e município de Angola, na província do Cuanza Sul.
Com uma população estimada em 76.284 habitantes, sua área territorial é de 9.548 km². É limitado a norte e a leste pela província de Malange a sul pela província do Bié, a oeste pelos municípios da Quibala e do Libolo.
O município é constituído pela comuna-sede, correspondente à cidade de Mussende, e pelas comunas de São Lucas e Quienha.
Mussende ascendeu à categoria de município em 13 de dezembro de 1965.

## Geografia
A comuna municipal de São Lucas situa-se a 50 km da cidade de Mussende, a sede do município; já a comuna do Quienha não tem definida a sua quilometragem .

## Economia
Com uma economia essencialmente agrícola, os munícipes dedicam-se ao cultivo de lavouras temporárias de feijão, milho, tomate, cebola, ananás, batata-doce, mandioca e batata-rena; a única lavora permanente significativa é a de café. Seu território produz outras culturas alimentares como a pomicultura de banana.
Dedicam-se também à pecuária de gado para corte e leite, bem como de caprinos e suínos; a criação de galináceas se dá para a produção de carne e ovos.
Existe uma pequena extração de diamantes, bem como cobres e ferro.
Além da agricultura e mineração, o município é referência em produção energética pois o lago da Central Hidroelétrica de Capanda também cobre terras mussendenses, muito embora os centros operacionais e administrativos das barragens estejam em Malanje.

## Infraestrutura
O território municipal é atravessado, de norte a sul, por pela rodovia EN-140, que a liga até ao município de Cangandala (norte) e Andulo (sul); liga-se ainda à Quibala, à oeste, pela rodovia EN-240.